# Transformación en frecuencia
La transformación en frecuencia es una técnica muy utilizada para el diseño de los distintos tipos de filtros que se definen como filtros analógicos (Pasa bajos, Pasa Altos, Pasa Banda y Rechaza Banda) mediante un prototipo pasa bajos normalizado el cual fue cuidadosamente estudiado.
Para esto se recurre a la frecuencia normalizada {\displaystyle \Omega =\Im (S)} y para el dominio frecuencial tenemos que {\displaystyle \omega =\Im (s)}.
También es útil el estudio del retardo de grupo que viene definido por: {\displaystyle D_{L}P(\omega )=-{\partial  \over {\partial \omega }}(\theta (\omega ))}

## Prototipo Pasa Bajos Normalizado
En las figuras a continuación se muestran los esquemas posibles del prototipo normalizado pasa bajos implementado con redes todo polo de orden N:

### Para el caso de fuente de corriente
Para el caso de los filtros de Butterworth los valores {\displaystyle X_{k}} se pueden calcular como {\displaystyle X_{k}=2\sin[(2k-1){\pi  \over N}]} con {\displaystyle k=1..N}

## Transformación LPN-LP
La Transformación del prototipo normalizado PasaBajos hacia un PasaBajos se realiza mediante las siguientes igualdades: 
- {\displaystyle S={s \over {\omega _{c}}}}
- {\displaystyle \Omega ={\omega  \over {\omega _{c}}}}

Con lo cual, para los valores de los elementos del filtro desnormalizado tenemos que:
- {\displaystyle SX_{L}={s \over {\omega _{c}}}X_{L}=sL\Rightarrow L={X_{L} \over \omega _{c}}} (cuando el elemento X es un inductor) o bobina
- {\displaystyle {1 \over {SX_{C}}}={1 \over {sX_{C} \over \omega _{c}}}={1 \over {sC}}\Rightarrow C={X_{C} \over \omega _{c}}} (cuando el elemento X es un condensador)

Aplicando la transformación, vemos que el retardo de grupo {\displaystyle D_{LP}(\omega )=D_{LPN}(\Omega ){1 \over \omega _{c}}}, es decir solo escalado por la frecuencia de corte {\displaystyle \omega _{c}}

## Transformación LPN-HP
La Transformación del prototipo normalizado PasaBajos hacia un PasaAltos se realiza mediante las siguientes igualdades: 
- {\displaystyle S={\omega _{c} \over s}}
- {\displaystyle \Omega =-{\omega _{c} \over {\omega }}}

Con lo cual, para los valores de los elementos del filtro desnormalizado tenemos que:
- {\displaystyle SX_{L}={\omega _{c} \over s}X_{L}={1 \over sC}\Rightarrow C={1 \over {\omega _{c}X_{L}}}} (cuando el elemento X es un inductor)
- {\displaystyle {1 \over {SX_{C}}}={s \over {\omega _{c}X_{C}}}=sL\Rightarrow L={1 \over {\omega _{c}X_{C}}}} (cuando el elemento X es un condensador)

Si analizamos el retardo de grupo en este caso mediante las transformaciones, tenemos que {\displaystyle D_{HP}(\omega )=D_{LPN}(\Omega ){\omega _{c} \over \omega ^{2}}}
- Datos: Q6151659